# Sant'Arcangelo (isola)
Sant'Arcangelo o San Michele Arcangelo (in croato Arkanđel) è un'isoletta della Dalmazia, in Croazia, situata a nord-ovest di Zirona Piccola e che fa parte delle isole dalmatine centrali (Srednjodalmatinski). Amministrativamente, assieme agli altri isolotti che lo circondano, appartiene al comune di Bossoglina (Marina) nella regione spalatino-dalmata.

## Geografia
Sant'Arcangelo si trova a sud del porto di Traù Vecchio o valle Trauvecchio (uvala Stari Trogir). Il punto di distanza minima dalla costa è di 370 m. L'isoletta è lunga circa 1,25 km per un massimo di 500 m di larghezza, ha una superficie di 0,474 km², lo sviluppo costiero è di 3,354 km, l'elevazione massima è di 80,3 m s.l.m..

### Isole adiacenti
- Scoglich[7] (Školjić), piccolo scoglio a est di punta Ostrizza[5] (Oštrica), il promontorio che chiude a ovest Porto di Traù Vecchio, a 120 m dalla costa; ha una superficie di 0,0016 km²[9] 43°29′14″N 16°01′22″E.
- Merara[5][11] o Mirara[7][12]  (Merara), piccolo isolotto 310 m a nord di Sant'Arcangelo, all'ingresso meridionale di Porto di Traù Vecchio. Ha una forma ovale, una superficie di 0,022 km²[1], uno sviluppo costiero di 0,58 km[1], e l'altezza di 19 m s.l.m.[2] 43°28′51″N 16°02′03″E.

- Scogli Cosma[3], Cosmatz[5] o Kosmach[7]:

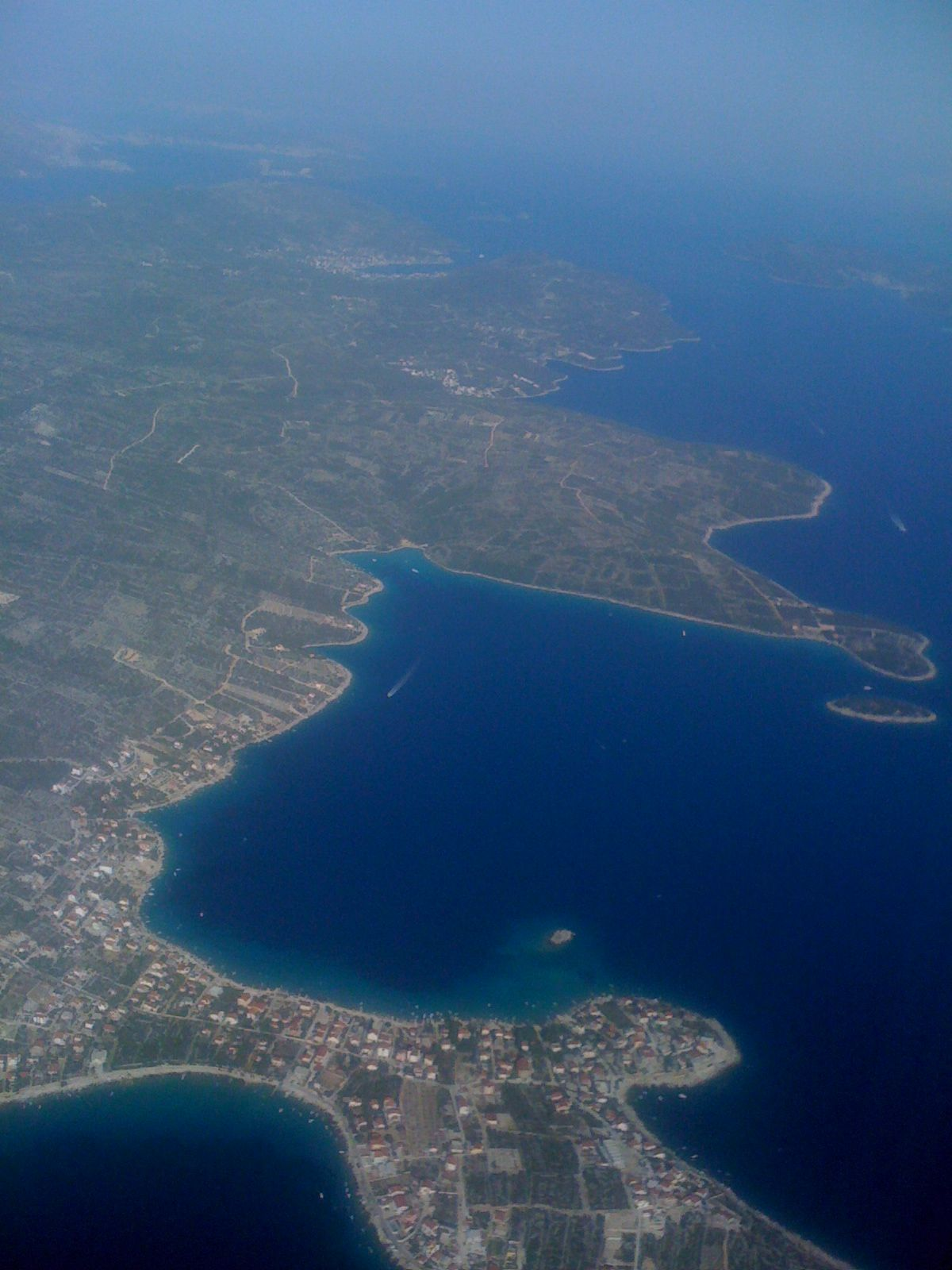
Porto di Traù Vecchio con il piccolo Scoglich e Merara (a destra).

  - Kosmač Mali, scoglio di forma arrotondata con un diametro di 110 circa, alto 7 m[2], con una superficie di 0,0085 km²[9]; è situato 230 m[2] a sud di punta Traù Vecchio[5] e 370 m[2] a est di Sant'Arcangelo 43°28′29″N 16°02′21″E.
  - Kosmač Veli, piccolo isolotto a sud-est di Kosmač Mali e a 370 m[2] a est di Sant'Arcangelo. L'isolotto ha una forma ovale, un'altezza di 20 m[2], una superficie di 0,045 km²[1] e uno sviluppo costiero di 0,8 km[1] 43°28′23″N 16°02′28″E.
- Murvizza[3][7][13] o Muvrizza[5] (Murvica), scoglio rotondo con una superficie di 0,0076 km²[9] a circa 1 M a est-sud-est di Sant'Arcangelo, e 860 m[2] circa a sud di punta Covich[5] (rt Čovik) che si trova sulla costa dalmata; sullo scoglio c'è un faro[14] 43°28′01″N 16°03′24″E.
- Muia Grande[3][15], Muja grande[5] o Muglizza[7] (Muljica Vela), grande poco più di uno scoglio, si trova a ovest di Sant'Arcangelo a 580 m circa[2]; ha una superficie di 0,016 km²[1], uno sviluppo costiero di 0,51 km[1] e un'altezza di 14 m s.l.m.[2]. Ha un piccolo faro sulla punta sud-est[16] 43°28′28″N 16°00′36″E.
- Muia Piccola[3], Muia Piccolo[15] o Muja piccola[5] (hrid Muljica), piccolo scoglio con una superficie di 0,0012 km²[9], situato 715 m circa a nord-ovest di Muia Grande, 1,4 km da Sant'Arcangelo e 1,15 km a sud-ovest di punta Ostrizza  43°28′43″N 16°00′09″E.

## Storia
Sull'isola ci sono le rovine di una cappella dedicata a sant'Arcangelo e quelle di una torre. 

Secondo antichi documenti, nel Medioevo l'isola era chiamata Ficus; divenne sede di alcuni eremiti, e più tardi dei benedettini, che costruirono un piccolo monastero e la chiesa di San Michele Arcangelo con una piccola torre campanaria.

### Cartografia
- (HR) Mappa topografica della Croazia 1:25000, su preglednik.arkod.hr. URL consultato il 29 dicembre 2016.
- G. Giani, Carta prospettiva delle Comuni censuarie della Dalmazia, foglio 8, 1839. Fondo Miscellanea cartografica catastale, Archivio di Stato di Trieste.